# 康布昂普莱讷
康布昂普莱讷（法語：Cambes-en-Plaine，法語發音：[kɑ̃b ɑ̃ plɛn] ⓘ，意为“平原上的康布”）是法国卡尔瓦多斯省的一个市镇，属于卡昂区。

## 地理
康布昂普莱讷（49°13'57"N, 0°23'6"W）面积3.25 平方千米，位于法国诺曼底大区卡爾瓦多斯省，该省份为法国西北部沿海省份，北濒大西洋英吉利海峡，东北与滨海塞纳省以海上边界相接，东临厄尔省，南至奧恩省，西与芒什省接壤。
与康布昂普莱讷接壤的市镇（或旧市镇、城区）包括：阿尼西、比耶维尔-伯维尔、埃普龙、马蒂厄、圣孔泰、维永-莱比松。

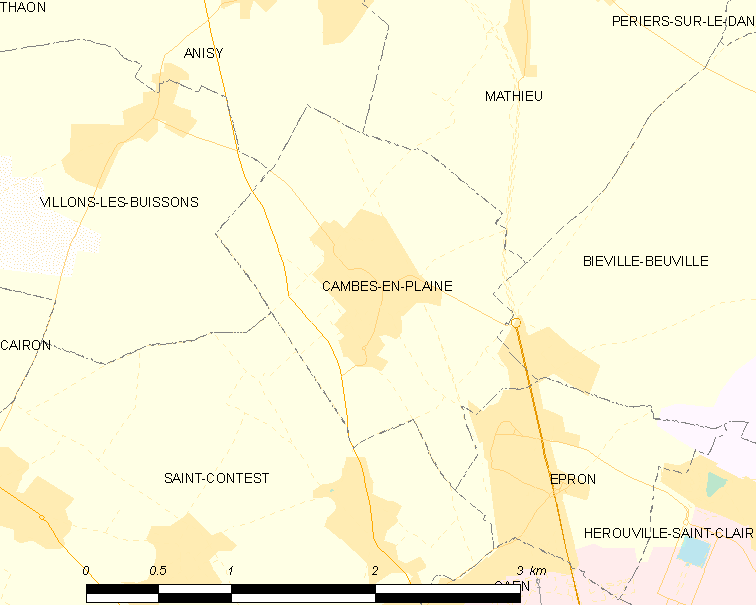
康布昂普莱讷的OSM定位图

康布昂普莱讷的时区为UTC+01:00、UTC+02:00（夏令时）。

## 行政
康布昂普莱讷的邮政编码为14610，INSEE市镇编码为14125。

## 政治
康布昂普莱讷所属的省级选区为维斯特雷阿姆县。

## 人口

1962-2008年间康布昂普莱讷人口变化图示

康布昂普莱讷于2022年1月1日时的人口数量为1804人。